# Championnat du Maroc de football de deuxième division 2019-2020
Navigation
Édition précédente Édition suivante
Le Championnat du Maroc de football de deuxième division 2019-2020 est la 64e édition du championnat du Maroc de football D2. Elle oppose 16 clubs regroupées au sein d'une poule unique où les équipes se rencontrent deux fois, à domicile et à l'extérieur. En fin de saison, les deux derniers sont relégués et remplacés par les deux premiers clubs du National, l'équivalent de la D3 au Maroc. Les deux premières places sont qualificatives à la Botola Pro 2020-2021.
Le 14 mars, la fédération royale marocaine de football annonce la suspension de tous les matchs de football, toutes catégories confondues, à cause de la propagation de la Pandémie de Covid-19 au Maroc.
Le championnat n'a repris que le 26 juillet 2020 après un arrêt qui a duré quatre mois.

## Classement
| Rang | Équipe                       | Pts | J  | G  | N  | P  | Bp | Bc | Diff |
| ---- | ---------------------------- | --- | -- | -- | -- | -- | -- | -- | ---- |
| 1    | SCC Mohammédia P             | 51  | 30 | 14 | 9  | 7  | 38 | 26 | +12  |
| 2    | MAS de Fès                   | 50  | 30 | 13 | 13 | 4  | 40 | 25 | +15  |
| 3    | O Dcheira                    | 48  | 30 | 13 | 9  | 8  | 44 | 33 | +11  |
| 4    | Racing AC R                  | 48  | 30 | 10 | 16 | 4  | 27 | 18 | +9   |
| 5    | CR Salmi                     | 45  | 30 | 12 | 9  | 9  | 25 | 21 | +4   |
| 6    | Widad Témara                 | 41  | 30 | 9  | 14 | 7  | 31 | 31 | 0    |
| 7    | WA Fès                       | 40  | 30 | 9  | 13 | 8  | 29 | 27 | +2   |
| 8    | CA Khénifra                  | 39  | 30 | 10 | 9  | 11 | 27 | 33 | -6   |
| 9    | Ittihad Khémisset            | 36  | 30 | 9  | 9  | 12 | 40 | 43 | -3   |
| 10   | Kénitra AC                   | 36  | 30 | 8  | 12 | 10 | 30 | 33 | -3   |
| 11   | Tihad AS P                   | 35  | 30 | 8  | 11 | 11 | 29 | 34 | -5   |
| 12   | KAC Marrakech R              | 33  | 30 | 7  | 12 | 11 | 28 | 31 | -3   |
| 13   | AS Salé                      | 33  | 30 | 6  | 15 | 9  | 25 | 30 | -5   |
| 14   | CJ Ben Guerir                | 33  | 30 | 7  | 12 | 11 | 26 | 32 | -6   |
| 15   | Union sportive de Sidi Kacem | 32  | 30 | 7  | 12 | 11 | 26 | 32 | -6   |
| 16   | Chabab Rif Al Hoceima        | 27  | 30 | 6  | 9  | 15 | 24 | 40 | -16  |

Source : Classement de la saison 2019-2020 sur soccerstand.com